# Алиев, Алифага Беюкага оглы

## Биография
Алифага Алиев родился в Нефтчалах, в семье фармацевта самым старшим из 4 детей. В семнадцатилетнем возрасте он поступил в Азербайджанский медицинский университет. Окончив семилетнее образование в университете в 1965 году, отправился работать хирургом в Нефтчалинском ЦРБ. В 1968 году был зачислен в ординатуру Бакинского Научно-Исследовательского института травматологии и ортопедии. Затем был оставлен в клинике детской травматологии и ортопедии как перспективный научный сотрудник. После защиты кандидатской работы, работал в Бакинском Научно-Исследовательском институте травматологии и ортопедии. До самой смерти являлся заведующим отделения хирургии.

## Научная работа
В 1976 году в МОНИКИ им. М. Ф. Владимирского им защищена кандидатская диссертация на тему «Клиника и ортопедическое лечение детей с церебральным спастическим параличом нижних конечностей». Монография «Клиника и хирургическое лечение церебрального спастического паралича у детей», вышедшая в 1983 году стала библиографической редкостью. Эта монография пользуется интересом как среди врачей, так и студентов. Занимаясь долгие годы врожденными пороками развития конечностей у детей, А. Б. Алиев стал ведущим специалистом по этой проблеме в Азербайджанской Республике. По направлению ВАК Азербайджана в 1998 году в Киеве защитил диссертацию на тему «Врожденные пороки развития нижних конечностей(диагностика, лечение и социальная реабилитация)», за что ему была присуждена ученная степень доктора медицинских наук. Им разработана концепция, касающаяся патогенеза врожденных пороков развития конечностей, предложен ряд новых способов их лечения. Основные направления его научной деятельности посвящены диагностике и оперативному лечению остаточных явлений детского церебрального спастического паралича, современным методам ортопедо-хирургического лечения врожденного вывиха бедра, недоразвитий и уродств конечностей, диспластических и дегенеративно-дистрофических заболеваний тазобедренного сустава у детей.

## Достижения
Алиевым были предложены ряд новых эффективных оперативных вмешательств, которые внедрены в практику. Алифага Алиев является автором 158 научных работ, в том числе 4 монографий, 5 методических рекомендаций, 2 брошюр, 2 изобретений, и более 20 рационализаторских предложений. Под его руководством защищена одна кандидатская работа.

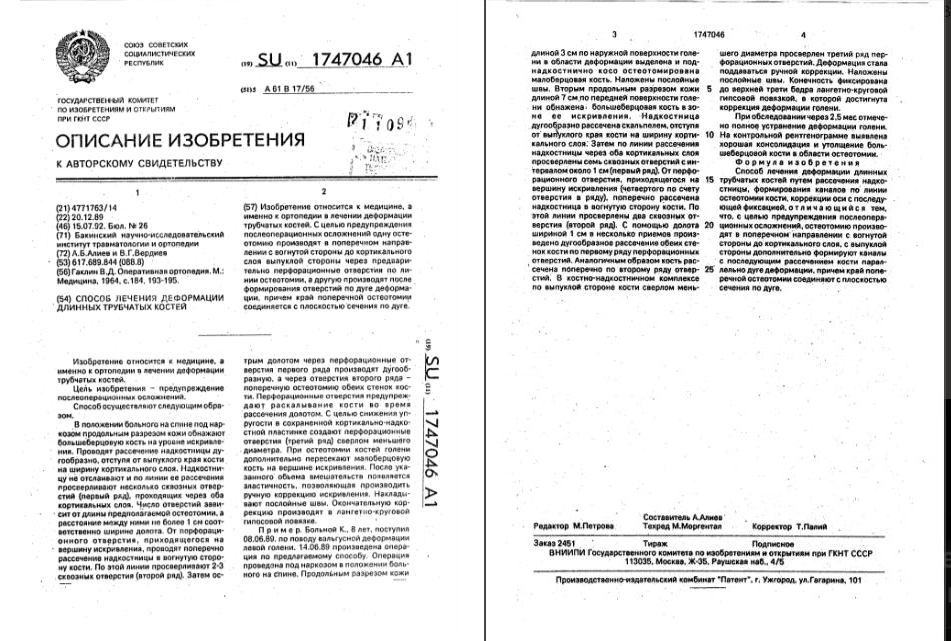
Документ выданный патентным бюро СССР Алиеву

## Память
В Бакинском Научно-Исследовательском институте травматологии и ортопедии висит памятная фотография Алифаги Алиева в зале почета.